# Andreas Hartø

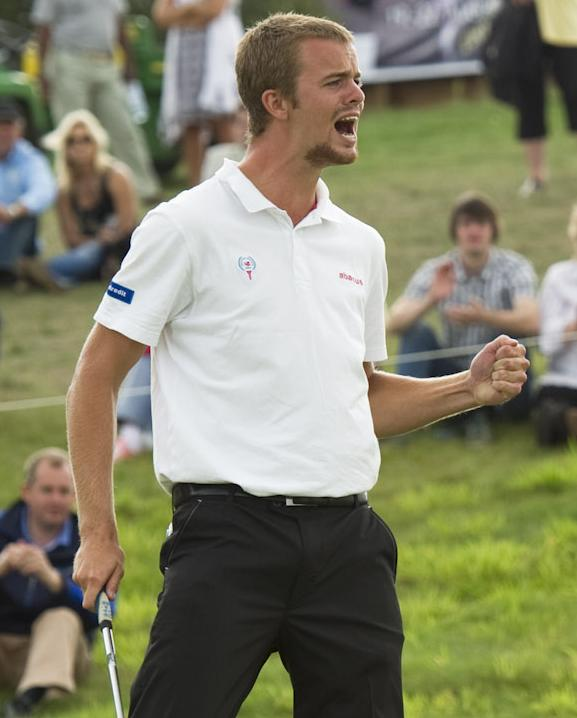
Winnaar ECCO kampioenschap

 Andreas Hartø (26 juli 1988) is een professioneel golfer uit Denemarken.

## Amateur
Andreas Hartø is lid van de Furesø Golf Club. In augustus 2010 was Hartø de vierde amateur die een toernooi van de Europese Challenge Tour won. Hij behaalde deze overwinning op Deense ECCO Tour, maar het toernooi telde ook voor de Challenge Tour.

### Gewonnen
- 2009: Welsh Open Amateur Strokeplay Kampioenschap
- 2010: ECCO Tour Kampioenschap

## Professional
Na het winnen van het ECCO Tour Kampioenschap had hij het recht gekregen om op de Challenge Tour te spelen. Hij werd professional, en won acht weken later een tweede toernooi op de Challenge Tour. Op de Tourschool kwalificeerde hij zich voor de Final Stage, waar hij  op de 8ste plaats eindigde en een spelerskaart voor de Europese PGA Tour bemachtigde.

### Gewonnen

#### Challenge Tour
- 2010: ECCO Tour Kampioenschap, Roma Golf Open na play-off tegen Joel Sjöholm.
- 2012: D+D Real Czech Challenge Open